# Sambre (komiks)
Sambre – francuskojęzyczna seria komiksowa stworzona przez belgijskiego rysownika i scenarzystę Bernarda Yslaire'a, ukazująca się od 1986 nakładem francuskiego wydawnictwa Glénat. Scenarzystą pierwszego i współautorem scenariusza drugiego tomu był Yann Le Pennetier, piszący pod pseudonimem Balac. Od 2007 ukazuje się seria poboczna pt. Wojna Sambre'ów (fr. La Guerre des Sambre), także wydawana w oryginale przez Glénat. Po polsku oba cykle publikowane są przez wydawnictwo Egmont Polska.  

## Fabuła
Seria stanowi sagę fikcyjnego ziemiańskiego rodu Sambre'ów, rozgrywającą się we Francji w XVIII i XIX wieku.

## Tomy
| Tom                   | Tytuł i rok wydania polskiego                  | Tytuł i rok wydania oryginalnego              | Uwagi |
| seria Sambre          | seria Sambre                                   | seria Sambre                                  | seria Sambre |
| --------------------- | ---------------------------------------------- | --------------------------------------------- | --- |
| 1                     | Zniosę dla ciebie wszystko (2006)              | Plus ne m'est rien (1986)                     | Po polsku tomy ukazały się w jednym albumie zbiorczym pt. Sambre.                                                                                 |
| 2                     | Wiem, że przyjdziesz (2006)                    | Je sais que tu viendras (1990)                | Po polsku tomy ukazały się w jednym albumie zbiorczym pt. Sambre.                                                                                 |
| 3                     | Wolność, wolność... (2006)                     | Révolution, révolution... (1993)              | Po polsku tomy ukazały się w jednym albumie zbiorczym pt. Sambre.                                                                                 |
| 4                     | Czy musimy umrzeć razem? (2006)                | Faut-il que nous mourrions ensemble? (1996)   | Po polsku tomy ukazały się w jednym albumie zbiorczym pt. Sambre.                                                                                 |
| 5                     | Niech będzie przeklęty owoc jej łona... (2019) | Maudit soit le fruit de ses entrailles (2003) | Po polsku tomy ukazały się w jednym albumie zbiorczym pt. Sambre: Trzecie pokolenie.                                                              |
| 6                     | Morze widziane z czyśćca (2019)                | La Mer vue du Purgatoire (2011)               | Po polsku tomy ukazały się w jednym albumie zbiorczym pt. Sambre: Trzecie pokolenie.                                                              |
| 7                     |                                                | Fleur de pavé (2016)                          | |
| 8                     |                                                | Celle que mes yeux ne voient pas (2018)       | |
| 9                     |                                                | Nos Yeux, Nos Cheveux, Nos Fiertés (2024)     | |
| seria Wojna Sambre'ów |                                                |                                               | |
| 1                     | Ślub Hugona (2011)                             | Le mariage d'Hugo (2007)                      | scenariusz: Bernard Yslaire rysunki: Jean Bastide Po polsku tomy ukazały się w wydaniu zbiorczym pt. Wojna Sambre'ów: Hugo i Iris.                |
| 2                     | Bliżej Iris (2011)                             | La passion selon Iris (2008)                  | scenariusz: Bernard Yslaire rysunki: Jean Bastide Po polsku tomy ukazały się w wydaniu zbiorczym pt. Wojna Sambre'ów: Hugo i Iris.                |
| 3                     | Księżyc, który patrzy (2011)                   | La Lune qui regarde (2009)                    | scenariusz: Bernard Yslaire rysunki: Jean Bastide Po polsku tomy ukazały się w wydaniu zbiorczym pt. Wojna Sambre'ów: Hugo i Iris.                |
| 4                     | Wieczność Saintange (2013)                     | L'Éternité de Saintange (2010)                | scenariusz: Bernard Yslaire rysunki: Marc-Antoine Boidin Po polsku tomy ukazały się w wydaniu zbiorczym pt. Wojna Sambre'ów: Werner i Szarlotta.  |
| 5                     | Czerwona msza (2013)                           | La Messe rouge (2011)                         | scenariusz: Bernard Yslaire rysunki: Marc-Antoine Boidin Po polsku tomy ukazały się w wydaniu zbiorczym pt. Wojna Sambre'ów: Werner i Szarlotta.  |
| 6                     | Pani dziecko, hrabino... (2013)                | Votre enfant, comtesse (2012)                 | scenariusz: Bernard Yslaire rysunki: Marc-Antoine Boidin Po polsku tomy ukazały się w wydaniu zbiorczym pt. Wojna Sambre'ów: Werner i Szarlotta.  |
| 7                     | Narzeczona jego bezsennych nocy 1 (2018)       | La fiancée de ses nuits blanches (2014)       | scenariusz: Bernard Yslaire rysunki: Marc-Antoine Boidin Po polsku tomy ukazały się w wydaniu zbiorczym pt. Wojna Sambre'ów: Maksym i Konstancja. |
| 8                     | Narzeczona jego bezsennych nocy 2 (2018)       | Le petit jour de la divorcée (2015)           | scenariusz: Bernard Yslaire rysunki: Marc-Antoine Boidin Po polsku tomy ukazały się w wydaniu zbiorczym pt. Wojna Sambre'ów: Maksym i Konstancja. |
| 9                     | Spojrzenie wdowy (2018)                        | Le regard de la veuve (2018)                  | scenariusz: Bernard Yslaire rysunki: Marc-Antoine Boidin Po polsku tomy ukazały się w wydaniu zbiorczym pt. Wojna Sambre'ów: Maksym i Konstancja. |